# Zapadna Bjelorusija
Zapadna Bjelorusija je naziv koji se odnosi na područje suvremene Bjelorusije koje je pripadalo Drugoj Poljskoj Republici na temelju ugovora iz Rige koji je održan između poljsko-sovjetskog rata i Drugog svjetskog rata. Istočna Bjelorusija je bila sovjetska republika - dio SSSR-a.
Stanovništvo zapadne Bjelorusije činili su Bjelorusi, Poljaci, Litvanci, Židovi, Rusi. Bjelorusi su bili suočeni s polonizacijom.